# Squash-Weltmeisterschaften im Doppel und Mixed 2022/Herrendoppel
Herrendoppel der Weltmeisterschaften im Doppel und Mixed 2022 im Squash.
Das Teilnehmerfeld bestand aus 21 Doppelpaarungen, die in sechs Gruppen à drei bzw. vier Doppelpaarungen im Round-Robin-Modus gegeneinander antraten. Die Gruppensieger und Zweitplatzierten zogen ins Achtel- bzw. Viertelfinale ein und spielten im K.-o.-System weiter.
Sieger der letzten Austragung waren die topgesetzten Australier Ryan Cuskelly und Cameron Pilley. Während Pilley seine Karriere zwischenzeitlich beendet hatte, trat Cuskelly mit Zac Alexander an. Die beiden topgesetzten Engländer Declan James und James Willstrop besiegten im Finale Greg Lobban und Rory Stewart von Gastgeber Schottland mit 12:10 und 11:6 und sicherten sich so den Titelgewinn.

## Setzliste
| Nr. | Paarung                      | Erreichte Runde |
| --- | ---------------------------- | --------------- |
| 01. | Declan James James Willstrop | Sieg            |
| 02. | Daryl Selby Adrian Waller    | Halbfinale      |
| 03. | Zac Alexander Ryan Cuskelly  | Viertelfinale   |
| 04. | Eain Yow Ng Ivan Yuen        | Viertelfinale   |

| Nr. | Paarung                      | Erreichte Runde |
| --- | ---------------------------- | --------------- |
| 05. | Alan Clyne Douglas Kempsell  | Halbfinale      |
| 06. | Greg Lobban Rory Stewart     | Finale          |
| 07. | Vikram Malhotra Ramit Tandon | Gruppenphase    |
| 08. | Peter Creed Emyr Evans       | Viertelfinale   |

## Ergebnisse

### Vorrunde

#### Gruppe A
| Rang | Setzung | Doppel                         | Sp. | S | N | S.-Diff. | P.-Diff. | Pkt. |
| ---- | ------- | ------------------------------ | --- | - | - | -------- | -------- | ---- |
| 1    | 1       | Declan James James Willstrop   | 2   | 2 | 0 | 4:1      | 53:42    | 2    |
| 2    | 13/15   | Lau Tsz-Kwan Henry Leung       | 2   | 1 | 1 | 2:2      | 37:39    | 1    |
| 3    | 10/12   | Lwamba Chileshe Temwa Chileshe | 2   | 0 | 2 | 1:4      | 44:53    | 0    |

| Spieler                        | Spieler                        | Ergebnis         |
| ------------------------------ | ------------------------------ | ---------------- |
| Declan James James Willstrop   | Lau Tsz-Kwan Henry Leung       | 11:8, 11:7       |
| Lwamba Chileshe Temwa Chileshe | Lau Tsz-Kwan Henry Leung       | 9:11, 8:11       |
| Declan James James Willstrop   | Lwamba Chileshe Temwa Chileshe | 11:8, 9:11, 11:8 |

#### Gruppe B
| Rang | Setzung | Doppel                             | Sp. | S | N | S.-Diff. | P.-Diff. | Pkt. |
| ---- | ------- | ---------------------------------- | --- | - | - | -------- | -------- | ---- |
| 1    | 2       | Daryl Selby Adrian Waller          | 2   | 2 | 0 | 4:0      | 44:24    | 2    |
| 2    | 10/12   | Rhys Dowling Rex Hedrick           | 2   | 1 | 1 | 2:2      | 34:35    | 1    |
| 3    | 13/15   | Elliott Morris Devred Owain Taylor | 2   | 0 | 2 | 0:4      | 25:44    | 0    |

| Spieler                   | Spieler                            | Ergebnis   |
| ------------------------- | ---------------------------------- | ---------- |
| Daryl Selby Adrian Waller | Elliott Morris Devred Owain Taylor | 11:7, 11:5 |
| Rhys Dowling Rex Hedrick  | Elliott Morris Devred Owain Taylor | 11:9, 11:4 |
| Daryl Selby Adrian Waller | Rhys Dowling Rex Hedrick           | 11:7, 11:5 |

#### Gruppe C
| Rang | Setzung | Doppel                             | Sp. | S | N | S.-Diff. | P.-Diff. | Pkt. |
| ---- | ------- | ---------------------------------- | --- | - | - | -------- | -------- | ---- |
| 1    | 3       | Zac Alexander Ryan Cuskelly        | 3   | 3 | 0 | 6:0      | 66:40    | 3    |
| 2    | 13/15   | Addeen Idrakie Ong Sai Hung        | 3   | 2 | 1 | 4:4      | 72:59    | 2    |
| 3    | 10/12   | David Baillargeon Nicholas Sachvie | 3   | 1 | 2 | 3:4      | 62:69    | 1    |
| 4    |         | Niall Engerer Kijan Sultana        | 3   | 0 | 3 | 1:6      | 41:73    | 0    |

| Spieler                            | Spieler                            | Ergebnis         |
| ---------------------------------- | ---------------------------------- | ---------------- |
| Zac Alexander Ryan Cuskelly        | Niall Engerer Kijan Sultana        | 11:5, 11:5       |
| David Baillargeon Nicholas Sachvie | Addeen Idrakie Ong Sai Hung        | 11:9, 5:11, 6:11 |
| Zac Alexander Ryan Cuskelly        | Addeen Idrakie Ong Sai Hung        | 11:7, 11:5       |
| David Baillargeon Nicholas Sachvie | Niall Engerer Kijan Sultana        | 11:10, 11:6      |
| Addeen Idrakie Ong Sai Hung        | Niall Engerer Kijan Sultana        | 7:11, 11:2, 11:2 |
| Zac Alexander Ryan Cuskelly        | David Baillargeon Nicholas Sachvie | 11:9, 11:9       |

#### Gruppe D
| Rang | Setzung | Doppel                      | Sp. | S | N | S.-Diff. | P.-Diff. | Pkt. |
| ---- | ------- | --------------------------- | --- | - | - | -------- | -------- | ---- |
| 1    | 4       | Eain Yow Ng Ivan Yuen       | 3   | 3 | 0 | 6:1      | 75:50    | 3    |
| 2    | 8       | Peter Creed Emyr Evans      | 3   | 2 | 1 | 5:2      | 75:45    | 2    |
| 3    | 16/18   | Samuel Kang Ka Hoe Pang     | 3   | 1 | 2 | 2:4      | 45:52    | 1    |
| 4    |         | Samuel Bonello Duncan Stahl | 3   | 0 | 3 | 0:6      | 27:66    | 0    |

| Spieler                 | Spieler                     | Ergebnis           |
| ----------------------- | --------------------------- | ------------------ |
| Eain Yow Ng Ivan Yuen   | Samuel Bonello Duncan Stahl | 11:1, 11:4         |
| Peter Creed Emyr Evans  | Samuel Kang Ka Hoe Pang     | 11:4, 11:5         |
| Eain Yow Ng Ivan Yuen   | Samuel Kang Ka Hoe Pang     | 11:7, 11:7         |
| Peter Creed Emyr Evans  | Samuel Bonello Duncan Stahl | 11:3, 11:2         |
| Samuel Kang Ka Hoe Pang | Samuel Bonello Duncan Stahl | 11:5, 11:3         |
| Eain Yow Ng Ivan Yuen   | Peter Creed Emyr Evans      | 9:11, 11:10, 11:10 |

#### Gruppe E
| Rang | Setzung | Doppel                              | Sp.              | S                | N                | S.-Diff.         | P.-Diff.         | Pkt.             |
| ---- | ------- | ----------------------------------- | ---------------- | ---------------- | ---------------- | ---------------- | ---------------- | ---------------- |
| 1    | 5       | Alan Clyne Douglas Kempsell         | 2                | 2                | 0                | 4:0              | 44:27            | 2                |
| 2    | 16/18   | Jean-Pierre Brits Christo Potgieter | 2                | 1                | 1                | 2:3              | 46:50            | 1                |
| 3    | 7       | Vikram Malhotra Ramit Tandon        | 2                | 0                | 2                | 1:4              | 38:51            | 0                |
| 4    |         | Ravindu Laksiri Shamil Wakeel       | nicht angetreten | nicht angetreten | nicht angetreten | nicht angetreten | nicht angetreten | nicht angetreten |

| Spieler                             | Spieler                             | Ergebnis         |
| ----------------------------------- | ----------------------------------- | ---------------- |
| Alan Clyne Douglas Kempsell         | Jean-Pierre Brits Christo Potgieter | 11:10, 11:7      |
| Vikram Malhotra Ramit Tandon        | Jean-Pierre Brits Christo Potgieter | 11:7, 9:11, 8:11 |
| Alan Clyne Douglas Kempsell         | Ravindu Laksiri Shamil Wakeel       | walkover         |
| Alan Clyne Douglas Kempsell         | Vikram Malhotra Ramit Tandon        | 11:7, 11:3       |
| Jean-Pierre Brits Christo Potgieter | Ravindu Laksiri Shamil Wakeel       | walkover         |
| Vikram Malhotra Ramit Tandon        | Ravindu Laksiri Shamil Wakeel       | walkover         |

#### Gruppe F
| Rang | Setzung | Doppel                    | Sp. | S | N | S.-Diff. | P.-Diff. | Pkt. |
| ---- | ------- | ------------------------- | --- | - | - | -------- | -------- | ---- |
| 1    | 6       | Greg Lobban Rory Stewart  | 2   | 2 | 0 | 4:0      | 44:16    | 2    |
| 2    | 16/18   | Bernat Jaume Joel Jaume   | 2   | 1 | 1 | 2:2      | 33:33    | 1    |
| 3    |         | Aaron Liang Chua Man Tong | 2   | 0 | 2 | 0:4      | 16:44    | 0    |

| Spieler                  | Spieler                   | Ergebnis   |
| ------------------------ | ------------------------- | ---------- |
| Greg Lobban Rory Stewart | Aaron Liang Chua Man Tong | 11:3, 11:2 |
| Greg Lobban Rory Stewart | Bernat Jaume Joel Jaume   | 11:8, 11:3 |
| Bernat Jaume Joel Jaume  | Aaron Liang Chua Man Tong | 11:6, 11:5 |

### Finalrunde
|  | Achtelfinale | Achtelfinale             | Achtelfinale | Achtelfinale | Achtelfinale |  |  | Viertelfinale | Viertelfinale            | Viertelfinale | Viertelfinale | Viertelfinale |  |   | Halbfinale            | Halbfinale | Halbfinale | Halbfinale | Halbfinale |  |  | Finale | Finale | Finale | Finale | Finale |
|  |              |                          |              |              |              |  |  |               |                          |               |               |               |  |   |                       |            |            |            |            |  |  |        |        |        |        |        |
|  |              |                          |              |              |              |  |  |               |                          |               |               |               |  |   |                       |            |            |            |            |  |  |        |        |        |        |        |
|  |              |                          |              |              |              |  |  | 1             | D. James J. Willstrop    | 11            | 11            |               |  |   |                       |            |            |            |            |  |  |        |        |        |        |        |
|  | 8            | P. Creed E. Evans        | 11           | 11           |              |  |  | 8             | P. Creed E. Evans        | 9             | 6             |               |  |   |                       |            |            |            |            |  |  |        |        |        |        |        |
|  | 16/18        | J.-P. Brits C. Potgieter | 4            | 7            |              |  |  |               |                          |               |               |               |  | 1 | D. James J. Willstrop | 11         | 9          | 11         |            |  |  |        |        |        |        |        |
|  | 5            | A. Clyne D. Kempsell     | 11           | 5            | 11           |  |  |               |                          |               |               |               |  | 5 | A. Clyne D. Kempsell  | 7          | 11         | 9          |            |  |  |        |        |        |        |        |
|  | 10/12        | R. Dowling R. Hedrick    | 7            | 11           | 5            |  |  | 5             | A. Clyne D. Kempsell     | 11            | 8             | 11            |  |   |                       |            |            |            |            |  |  |        |        |        |        |        |
|  |              |                          |              |              |              |  |  | 3             | Z. Alexander R. Cuskelly | 2             | 11            | 10            |  |   |                       |            |            |            |            |  |  |        |        |        |        |        |
|  |              |                          |              |              |              |  |  |               |                          |               |               |               |  | 1 | D. James J. Willstrop | 12         | 11         |            |            |  |  |        |        |        |        |        |
|  |              |                          |              |              |              |  |  |               |                          |               |               |               |  | 6 | G. Lobban R. Stewart  | 10         | 6          |            |            |  |  |        |        |        |        |        |
|  |              |                          |              |              |              |  |  | 4             | E. Yow Ng I. Yuen        | 6             | 6             |               |  |   |                       |            |            |            |            |  |  |        |        |        |        |        |
|  | 13/15        | T.-K. Lau H. Leung       | 11           | 6            | 6            |  |  | 6             | G. Lobban R. Stewart     | 11            | 11            |               |  |   |                       |            |            |            |            |  |  |        |        |        |        |        |
|  | 6            | G. Lobban R. Stewart     | 4            | 11           | 11           |  |  |               |                          |               |               |               |  | 6 | G. Lobban R. Stewart  | 7          | 11         | 11         |            |  |  |        |        |        |        |        |
|  | 16/18        | B. Jaume J. Jaume        | 3            | 8            |              |  |  |               |                          |               |               |               |  | 2 | D. Selby A. Waller    | 11         | 7          | 5          |            |  |  |        |        |        |        |        |
|  | 13/15        | A. Idrakie O. Sai Hung   | 11           | 11           |              |  |  | 13/15         | A. Idrakie O. Sai Hung   | 7             | 5             |               |  |   |                       |            |            |            |            |  |  |        |        |        |        |        |
|  |              |                          |              |              |              |  |  | 2             | D. Selby A. Waller       | 11            | 11            |               |  |   |                       |            |            |            |            |  |  |        |        |        |        |        |
|  |              |                          |              |              |              |  |  |               |                          |               |               |               |  |   |                       |            |            |            |            |  |  |        |        |        |        |        |